# 伊藤四郎 (画家)
伊藤 四郎（いとう しろう、1897年（明治30年） - 1976年（昭和51年））は、昭和時代の洋画家。

## 年譜
- 明治30年（1897年） - 三重県桑名市に生まれる。
- 昭和12年（1937年） - 第1回新文展で入選。
- 昭和12年（1937年） - 第24回光風会展でフローレンス賞を受賞。
- 昭和14年（1939年） - 第26回光風会展で光風特賞を受賞。
- 昭和17年（1942年） - 第5回新文展で特選。
- 昭和20年（1945年） - 戦時中、彫刻家の村井辰夫を頼って富山県城端町（現南砺市）に疎開[1]。
- 昭和21年（1946年） - 第1回富山県展審査員。
- 昭和51年（1976年） - 逝去。

## 作品
- 「猫と老木」
- 「七面鳥と仙人掌」
- 「垂松と猫」

## 書籍
- 『アトリエ 405号　静物画のテクニック』佐伯米子、他、アトリエ出版社、1960年11月